# Gioco pericoloso (film 1942)
Gioco pericoloso è un film del 1942 diretto da Nunzio Malasomma.

## Trama
Pietro, credendosi tradito dalla moglie Anita, uccide il presunto amante. La donna pur di scagionarlo ammette davanti ai giudici di essergli stata infedele. L'uomo viene assolto ma ferito nell'orgoglio ripudia la moglie.
La moglie dell'ucciso però interviene per riportare la pace tra i due. Il tradimento non c'è mai stato ma lei, folle di gelosia, aveva scritto delle lettere anonime per insinuare il dubbio in Pietro.

## Produzione
Tratto da una commedia di Andrea Hindi, il film venne girato a Cinecittà nella primavera del 1942.

## Distribuzione
Il film venne distribuito nel circuito cinematografico italiano l'11 settembre del 1942.

## Critica
- «Tratto da una commedia ungherese dal regista Malasomma, Gioco pericoloso è un film teatrale, il cui solito merito è quello di non azzardarsi nemmeno per celia a uscire dai suoi modesti limiti. Un film senza ambizioni. Siamo immersi nel falso, ma ci siamo stati condotti con una certa grossa semplicità. Lento e metodico, il film, cammina faticosamente verso la conclusione e vi giunge senza tante scosse. Il pubblico sorride con bonomia, come di fronte a un gioco tutt'altro che pericoloso» (Cinema, 10 ottobre 1942)